# Bonan
Els bonan (xinès: 保安族; pinyin: Bǎo'ānzú) són una de les minories ètniques més petites entre les 56 oficialment reconegudes pel govern de la República Popular de la Xina. La seva població estimada és d'unes 16.500 persones, que habiten a les províncies de Gansu i Qinghai.

## Llengua
Tant els bonans musulmans a Gansu com els seus cosins budistes a Qinghai (oficialment classificats com a Monguor) han parlat històricament la llengua bonan, una llengua mongòlica. Els bonan budistes de Qinghai parlen un dialecte lleugerament diferent del bonan musulmà de Gansu. Mentre que la llengua bonan del gansu ha experimentat influències xineses, la llengua bonan del Qinghai ha estat influenciada pel tibetà. La llengua també està estretament relacionada amb les versions arcaiques del mongol. No tenen cap gramàtica del seu idioma.
La llengua ha anat variant de manera substancial al llarg dels segles. En l'actualitat, el bonan s'assembla més a l'idioma dels Dongxiang i dels Tu que al mongol modern. Els bonan que habiten a la província de Qinghai parlen un idioma lleugerament diferent. Mentre que la llengua dels bonan de Gansu ha patit les influències del xinès, el de la zona de Qinghai ha estat influït pel tibetà. En les dues zones, s'utilitzen els símbols han per a transcriure textos.
Els bonans musulmans de Gansu són més nombrosos que els budistes de Qinghai. Les estimacions de població per als dos grups eren al voltant de 12.200 (el 1990) i al voltant de 3.500 (el 1980), respectivament. Tanmateix, s'ha observat que a Gansu l'ús de la llengua bonan està disminuint a favor de la versió local - el "dialecte Hezhou" - del xinès mandarí, mentre que a Qinghai la llengua es continua transmetent a les generacions més joves.

## Història
Es creu que el poble bonan era descendent de soldats mongols i de l'Àsia central estacionats a Qinghai durant la dinastia Yuan. Són agricultors i també fabricants de ganivets. Es barregen entre mongols, hui, xinesos han i tibetans i porten vestits hui.
Els avantpassats del poble bonan actual eren lamaistes i se sap que cap al 1585 vivien al comtat de Tongren (a la regió d'Ado; actualment, a la província de Qinghai), al nord del monestir del Tibet Rebgong. Va ser en aquell any que es va fundar la ciutat de Bao'an en aquesta zona.
Més tard, alguns dels membres de la comunitat de parla bonan es van convertir a l'islam i es van traslladar al nord, al comtat de Xunhua. Es diu que han estat convertits a l'islam pel mestre hui sufí Ma Laichi (1681? - 1766). Més tard, després de la rebel·lió Dungan (1862–1874), els musulmans Bonans es van desplaçar més cap a l'est, cap al que és avui Jishishan Bonan, Dongxiang i el comtat autònom de Salar de la província de Gansu.
Van ser els membres d’aquesta part musulmana de la comunitat bonan original els que oficialment es reconeixen com a grup ètnic "bonan" separat a la RPX actual. Els seus germans que han quedat lamaistes i s'han quedat a Tongren, ara estan oficialment classificats com a part del grup ètnic Monguor (Tu), tot i que parlen essencialment la mateixa llengua bonan. El concepte oficial de "grup ètnic bonan" encara roman una mica artificial per als propis bonans.
Les tropes Hui, Bao i Dongxiang van servir als generals Ma Fulu i Ma Fuxiang durant la Rebel·lió dels Boxers, derrotant a la invasora Aliança de les Vuit Nacions a la batalla de Langfang. Hui, Bao, Dongxiang, Salars i les tropes tibetanes van servir sota Ma Biao en la Segona Guerra sino-japonesa contra els japonesos.

## Cultura
Els bonan comparteixen moltes tradicions i ritus amb els Dongxiang i amb els hui. Els seus vestits tradicionals són una barreja dels tibetans, Hui i Dongxiang. Les dones bonan que habiten a Gansu utilitzen robes de colors brillants i cridaners, amb pantalons amples de diferents colors. Utilitzen vels de colors diferents segons l'estat civil de la dona: les casades usen el color negre, les solteres el verd, mentre que les dones d'edat avançada usen un vel de color blanc. Els homes s'emboliquen el cap amb teles de color blanc o negre i jaquetes també de color blanc.
Aquest poble és famós per la seva habilitat construint ganivets, que reben la denominació de ganivets bonan, famosos per la seva bellesa i duresa. Part de la seva economia es basa en els beneficis que obtenen amb les seves vendes. A més, els bonan es dediquen a l'agricultura i a la ramaderia.

## Religió
El petit grup bonan que habita a la província de Qinhai és majoritàriament budista, mentre que la resta són fidels a l'islam, herència del seu passat mongol. Aquests últims es divideixen en dues sectes: els nous i els vells.